# میلتون اس. آیزنهاور
میلتون اس. ایسنهوور (انگلیسی: Milton S. Eisenhower؛ زاده ۱۵ سپتامبر ۱۸۹۹ – درگذشته ۲ مهٔ ۱۹۸۵ (۸۵ سال)) یک مانکن آمریکایی بود.